# Мортер (Болцано)
Мортер је насеље у Италији у округу Болцано, региону Трентино-Јужни Тирол.
Према процени из 2011. у насељу је живело 659 становника. Насеље се налази на надморској висини од 715 м.